# Tours-en-Savoie
Tours-en-Savoie település Franciaországban, Savoie megyében. Lakosainak száma 905 fő (2022. január 1.). Tours-en-Savoie Albertville, La Bâthie, Beaufort, Esserts-Blay és Queige községekkel határos.

## Népesség
A település népessége az elmúlt években az alábbi módon változott:
| Lakosok száma | 908  | 949  | 997  | 959  | 935  | 910  | 908  | 899  | 905  |
|               | 2013 | 2015 | 2016 | 2017 | 2018 | 2019 | 2020 | 2021 | 2022 |